# Traktat o historii religii
Traktat o historii religii (fr. Traité d'histoire des religions) - dzieło religioznawcze Mircea Eliadego. Autor zajmuje się w tej publikacji dwoma zasadniczymi zagadnieniami: istotą religii i jej historią. Dzieło to stanowi kompendium myśli religioznawczej Eliadego i jest obecnie jednym z podstawowych podręczników religioznawstwa. 

## Spis treści
- Rozdział 1 Wprowadzenie: struktura i morfologia sacrum
- Rozdział 2 Niebo: bóstwa uraniczne, ryty i symbole niebieskie
- Rozdział 3 Słońce i kulty solarne
- Rozdział 4 Księżyc i mistyka lunarna
- Rozdział 5 Wody i symbolizm akwatyczny
- Rozdział 6 Święte kamienie: epifanie, znaki, formy
- Rozdział 7 Ziemia - kobieta - płodność
- Rozdział 8 Roślinność: symbole i ryty odnowienia
- Rozdział 9 Rolnictwo i kult płodności
- Rozdział 10 Święta przestrzeń: świątynia, pałac, środek świata
- Rozdział 11 Czas święty i mit wiecznego rozpoczynania na nowo
- Rozdział 12 Morfologia i funkcja mitów
- Rozdział 13 Struktura symboli
- Wnioski
- Bibliografia